# Брамлі (Міссурі)
Брамлі (англ. Brumley) — селище (англ. village) в США, в окрузі Міллер штату Міссурі. Населення — 69 осіб (2020).

## Географія
Брамлі розташоване за координатами 38°5′17″ пн. ш. 92°29′4″ зх. д. / 38.08806° пн. ш. 92.48444° зх. д. (38.088007, -92.484508).  За даними Бюро перепису населення США в 2010 році селище мало площу 1,43 км², уся площа — суходіл.

## Демографія
Згідно з переписом 2010 року, у місті мешкала 91 особа в 40 домогосподарствах у складі 24 родин. Густота населення становила 64 особи/км².  Було 48 помешкань (34/км²).
Расовий склад населення:
| - 78,0 % — білих - 6,6 % — чорних або афроамериканців - 4,4 % — корінних американців |

До двох чи більше рас належало 11,0 %. Частка іспаномовних становила 5,5 % від усіх жителів.
За віковим діапазоном населення розподілялося таким чином: 27,5 % — особи молодші 18 років, 53,8 % — особи у віці 18—64 років, 18,7 % — особи у віці 65 років та старші. Медіана віку мешканця становила 40,5 року. На 100 осіб жіночої статі у місті припадало 122,0 чоловіків;  на 100 жінок у віці від 18 років та старших — 88,6 чоловіків також старших 18 років.
Середній дохід на одне домашнє господарство  становив 45 021 долар США (медіана — 58 333), а середній дохід на одну сім'ю — 55 170 доларів (медіана — 70 313). За межею бідності перебувало 16,9 % осіб, у тому числі 16,7 % дітей у віці до 18 років та 23,5 % осіб у віці 65 років та старших.
Цивільне працевлаштоване населення становило 25 осіб. Основні галузі зайнятості: роздрібна торгівля — 24,0 %, науковці, спеціалісти, менеджери — 24,0 %, публічна адміністрація — 16,0 %, мистецтво, розваги та відпочинок — 16,0 %.